# Hexamidin
A hexamidin gyenge illatú fehér por. Vízben, etanolban, propilénglikolban oldódik. Sokféle baktérium és gomba ellen hatásos szer, melyet diezotionát formájában gyógyszerként és kozmetikumként használnak.

## Antimikrobiális tulajdonságok
A hexamidinnek erős mikrobicidális (mikrobaölő) és mikrobiostatikus (szaporodásgátló) hatása van az alábbi egysejtűekre:
- Gram-pozitív baktériumok: Staphylococcus, Sarcina, Streptococcus, Corynebacterium, Propionibacterium, Bacillus
- Gram-negatív baktériumok: Escherichia, Proteus, Klebsiella, Salmonella, Serratia, Pseudomonas
- Gombák: Aspergillus, Penicillium, Actinomyces, Geotrichum, Trichophyton, Hormodendron, Candida, Pityrosporum.

A hatás erőssége több tényezőtől függ (a hexamidin koncentrációja, a mikrobák száma, az érintkezés időtartama stb.).

## Kozmetikai felhasználás
Használják kozmetikai emulziókban, maszkokban, gélekben, vizes és alkoholos oldatokban, spray-kben, habokban.
Sem szabad, sem kötött formaldehidet nem tartalmaz, ezért kíméli a bőrt és a nyálkahártyákat. Hatékony fertőtlenítő a pattanást okozó baktériumokkal szemben. Közvetve gyulladásgátló hatású.

## Gyógyszerészeti készítmények
Magyarországon egy vény nélkül kapható készítmény van forgalomban:
- IMADUO krém (klotrimazollal kombinált készítmény)

Nemzetközi forgalomban számos készítmény kapható.